# 2008년 하계 올림픽 우간다 선수단
우간다는 중화인민공화국 베이징에서 열린 제29회 하계 올림픽에 참가했다.